# La Mesa, Chapulhuacán
La Mesa är en ort i Mexiko.   Den ligger i kommunen Chapulhuacán och delstaten Hidalgo, i den sydöstra delen av landet, 190 km norr om huvudstaden Mexico City. La Mesa ligger 507 meter över havet och antalet invånare är 346.
Terrängen runt La Mesa är bergig åt sydväst, men åt nordost är den kuperad. Runt La Mesa är det ganska tätbefolkat, med 60 invånare per kvadratkilometer. Närmaste större samhälle är Tamazunchale, 17,5 km nordost om La Mesa. I omgivningarna runt La Mesa växer huvudsakligen savannskog.